# Exoplisia
Genre
Exoplisia est un genre d'insectes lépidoptères sud-américains de la famille des Riodinidae.

## Dénomination
Le nom Exoplisia leur a été donné par Frederick DuCane Godman et Osbert Salvin en 1886.

## Liste des espèces
- Exoplisia cadmeis (Hewitson, [1860]) ; présent au Honduras, au Brésil et au Pérou.
- Exoplisia hypochalybe (C. & R. Felder, 1861) ; présent au Nicaragua, en Colombie, en Bolivie et au Pérou.
- Exoplisia hypochloris (Bates, 1868) ; présent au Brésil
- Exoplisia myrtis (Druce, 1904) ; présent en Argentine.

### Source
- Exoplisia sur funet